# Ban Đánh giá Tiêu chuẩn Kế toán
Ban Đánh giá Tiêu chuẩn Kế toán (ASRB) là cơ quan được thành lập để xem xét và phê chuẩn các tiêu chuẩn báo cáo tài chính ở New Zealand. Nó được hình thành theo Đạo luật Báo cáo Tài chính năm 1993.
ASRB có thể có từ bốn đến chín thành viên. Tổng thống New Zealand bổ nhiệm các thành viên dựa trên kiến thức và kinh nghiệm về luật, tài chính, kinh doanh, kinh tế và kế toán theo đề nghị của Bộ trưởng Bộ Thương mại.